# ReStructuredText
reStructuredText (RST, ReST, или reST) је текстуални формат датотеке првобитно коришћен у програмском језику Пајтон у сврху техничке документације.
RST је део пројекта Docutils чији је циљ био креирање сета алата за Пајтон, слично оном што Javadoc  јесте за Јаву.  Помоћу Docutils-а могуће је издвојити неки део кода написаног у Пајтону и затим га обликовати у разне форме програмске документације.

У том смислу, reStructuredText је једноставан језик за означавање (енгл.  lightweight markup language) који је осмишљен да истовремено буде
(а) обрадив од стране софтвера за документацију попут Docutils-а  и

(б) разумљив програмерима  који читају и пишу кодове у Пајтону

## Историја
Раније је постојало доста проблема са StructuredText  језиком за означавање, те је  reST  развијен да би их решио.
Прва значајнија примена reStructuredText-а у Пајтон заједници се могла видети 2002.године.

## Референтна имплементација
Референтна имплементација саме reST синтаксне анализе је саставни део Docutils оквира за обраду текста у Пајтону.
Још увек не постоји званичан усвојен миме тип reStructuredText-а, али незваничан који се користи јесте  text/x-rst.

## Примена
reStructuredText се обично користи за техничку документацију, на пример у документацији Пајтон библиотека, али то не мора бити једина примена јер је reST погодан за широк спектар текстова.
Од 2008. године reST представља  главну компоненту Sphinx генератора документације, написаног у Пајтону. Овај формат такође подржавају GitHub и Bitbucket, као и Trac.
У 2011. години, лектори који су припремали текстове за Пројекат Гутенберг разматрали су усвајање reST-а као основног формата из којег би могли да се генеришу други формати е-књига.
Такође, CМake алат је са CMS(енгл.  custom markup language) прешао на reStructuredText у верзији 3.0 за своју документацију.

## Примери reStructuredText означавања
Заглавља
```
Section Header
==============

Subsection Header
-----------------
```

Листе
```
- Прва ставка неуређене листе
-  Друга ставка

  - Подставка

- Размак између ставки раздваја ставке листе

* Различити симболи стварају одвојене листе

- Трећа ставка

Уређене листе(нумерисане)

1) Прва ставка

2) Друга ставка

   а) Подставка. Обратите пажњу да одељак мора да се
      подудара са почетком текста, а не са 
      пописивач.

      и) Ставке листе могу чак да садрже

         одвајање параграфа.

3) Трећа ставка

#) Још једна набројана ставка

#) Друга ставка
```

Слике
```
.. image:: /path/to/image.jpg
```

Именовани линкови
```
Линкови до `Wikipedia`_ и до `Linux kernel archive`_.

.. _Wikipedia: https://www.wikipedia.org/
.. _Linux kernel archive: https://www.kernel.org/
```

Анонимни линкови
```
Још једна реченица са `анонимним линком до Python вебсајта`__.

__ https://www.python.org/
```

Напомена: ови линкови затворени су помоћу  (`), а не апострофима (').

Литерални блокови
```
::

  неки текст

Ово се такође може употребити на крају параграфа, овако ::

  још неки текст

..  код :: пајтон

    print("Текстуални блок означен као пајтон код")
```